# Palazzo Gravina (Nápoly)
A Palazzo Gravina Nápoly reneszánsz palotáinak egyike. 1513-ban építette Giovanni Francesco Di Palma, Fernando Orsini, Gravina grófjának megbízásából. A 18. és 19. század során barokk és rokokó elemekkel díszítették. 1848-ban egy hatalmas tűzben stukkódíszítései és freskói (G. Bonito, F. Rosi és F. Mura alkotásai) elpusztultak. Ma a Federico II Egyetem Építészeti Karának székhelye.